# 9033 Kawane
9033 Kawane eller 1990 AD är en asteroid i huvudbältet som upptäcktes den 4 januari 1990 av de båda japanska astronomerna Toshimasa Furuta och Makio Akiyama vid Susono-observatoriet. Den är uppkallad efter den tidigare japanska staden Kawane.
Asteroiden har en diameter på ungefär 16 kilometer.